# 紀僧真
紀僧真（き そうしん、生没年不詳）は、中国の南北朝時代の官僚。本貫は丹陽郡建康県。

## 経歴
若いころ征西将軍の蕭思話と蕭恵開の父子の下で従軍し、厚遇された。蕭恵開は短気な性格であり、僧真は微罪で罰を受けたことがあったが、ほどなくもとの通り任を委されるようになった。ひとたび益州の蕭恵開の下を辞して建康に帰ったが、志を得ず、蕭恵開の下に戻ってますます謹直に仕えるようになった。泰始7年（471年）、蕭恵開は死去するにあたって、「紀僧真は富貴となるだろうが、私は見ることがかなわない」と言い残し、僧真のことを劉彦節と周顒に託した。
かつて蕭恵開は「我が子弟のうちで異才ならびなきは、まさにこれ蕭道成のみ」と言ったことがあり、僧真はその言葉を覚えていて、蕭道成に仕えたいと望み、淮陰に赴いて随従した。低い官位を歴任して、蕭道成の下で冠軍府参軍主簿となった。あるとき僧真はヨモギが長江一面にびっしりと生えているのを夢に見たので、驚いて蕭道成に報告した。蕭道成は「詩人は蕭を採るというが、蕭とはヨモギのことだ。蕭が生えると流れを断つから、卿は広言してはいけない」と読み解いた。後に僧真は南台御史に任じられ、蕭道成の下で領軍功曹をつとめた。
元徽5年（477年）、蕭道成が後廃帝を廃位しようと、袁粲や褚淵と相談しようとした。僧真が「天下の声望は袁・褚にはない」と言って再考を求めたので、蕭道成は聞き入れた。蕭道成は長江を渡って広陵で起兵しようと計画した。僧真は「これ万全の策にあらざるなり」といって諫めた。同年（昇明元年）、員外郎の位を受け、東武城県令を兼ねた。ほどなく給事中に任じられた。
沈攸之の乱が起こると、僧真は蕭道成に従って東府城から建康の朝堂に入った。蕭道成は石頭城に軍を派遣して袁粲らを討たせたが、夜間のことだったため、宮城から石頭城を眺めても火の光が見え喚声が盛んに聞こえるばかりで、状況が分からなかった。僧真は「叫び声が絶えないのは、これは間違いなく官軍が攻撃しているからです。火の光が起こるのは、反乱軍が自らその城を焼こうとしているからで、これは間違いなく官軍の勝ちです」と言った。まもなく僧真の予見通り石頭城は平定された。
蕭道成が新亭に駐屯すると、僧真は1000人を率いて陣中にあった。蕭道成が斉公となるにあたって、楊祖之の選んだ日時に問題があったため、僧真が改めて吉時を選んだ。僧真は斉国中書舎人に転じた。
南朝斉の建元初年、僧真は東燕県令を兼ね、新陽県男に封じられた。羽林監となり、尚書主客郎に転じ、太尉中兵参軍をつとめ、中書舎人を兼ねた。 蕭道成の病が重くなると、僧真は遺詔のことをつかさどった。
永明元年（483年）、父が死去したため、僧真は辞職して喪に服した。喪が明けると建威将軍として再起した。ほどなく南泰山郡太守に任じられ、さらに舎人となった。「人生何ぞ必ずや門戸を計らん。紀僧真の堂堂、貴人の及ばざる所なり」と武帝に評され、権貴要人たちの中で最も寵遇を受けた。後に前軍将軍の号を受けた。母の死去したとき、僧真が塚を開くと五色の両頭の蛇を得たと伝えられている。
永明11年（493年）、武帝が崩御すると、僧真は思慕のあまり号泣した。廃帝蕭昭業や蕭昭文のもとで西昌侯蕭鸞（後の明帝）が輔政の座につくと、僧真は蕭鸞に従って仕えた。建武初年、明帝のもとで游撃将軍の号を受け、司農を兼ねた。明帝が僧真を郡の太守として赴任させようとすると、僧真は弟の紀僧猛を推挙して鎮蛮護軍・晋熙郡太守とさせた。永泰元年（498年）、司農卿に任じられた。明帝が死去すると、僧真はその陵墓についての仕事をつかさどった。廬陵郡内史として出向し、在官のまま死去した。享年は55。著書に『玉璽譜』1巻があった。
子に紀交卿があった。

## 伝記資料
- 『南斉書』巻56 列伝第37
- 『南史』巻77 列伝第67